# Dennis Daube
Dennis Daube est un footballeur allemand, né le 11 juillet 1989 à Hambourg en Allemagne. Il évolue comme milieu défensif.

## Biographie
Dennis Daube commence le football dans le petit club du SV Nettelnburg–Allermöhe, et intègre les équipes de jeunes du FC St. Pauli à l'âge de 15 ans.
Il participe à son premier match professionnel le 19 avril 2009 à l'âge de 19 ans, contre le FC Nuremberg en 2.Bundesliga.
Lors de la saison 2009/10, il participe à la montée du club en Bundesliga en disputant neuf matchs.
Si la saison 2010/11 démarre bien, la seconde partie est un calvaire pour le FC St. Pauli. L'entraîneur Holger Stanislawski cherche donc à changer quelque chose et installe Dennis dans l'équipe première à partir de la 21e journée. 

## Palmarès
Vierge